# Old Brownsboro Place (Kentucky)
Pour les articles homonymes, voir Old Brownsboro Place.
Old Brownsboro Place est une ville américaine située dans le comté de Jefferson, dans le Kentucky. Selon le recensement de 2020, sa population est de 376 habitants.